# Our Version of Events
Our Version of Events – debiutancki album szkockiej piosenkarki Emeli Sandé wydany 10 lutego 2012 roku w Europie nakładem wytwórni Virgin Records.
Album, który promowały single „Heaven”, „Daddy”, „Next to Me”, „My Kind of Love” i „Clown”, zadebiutował na szczycie brytyjskiej listy najczęściej kupowanych płyt oraz na drugim miejscu w notowaniu w Irlandii.
Reedycja albumu ukazała się 22 października 2012 roku, nowe wydanie zawierało trzy dodatkowe utwory, remiks oraz nową aranżację przeboju „Imagine” Johna Lennona. Reedycję promował singiel „Wonder”, który Sandé nagrała gościnnie dla producenta Naughty'ego Boya na jego debiutancką płytę zatytułowaną Hotel Cabana. Pod koniec listopada tegoż roku Our Version of Events został ogłoszony najczęściej kupowanym krążkiem 2012 roku w Wielkiej Brytanii, natomiast w styczniu 2014 roku zajął drugie miejsce w rocznym podsumowaniu sprzedaży w kraju.

## Tło

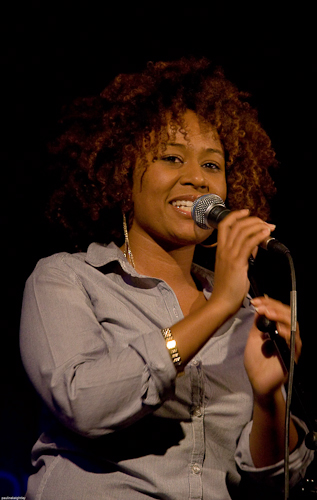
Sandé podczas koncertu w 2010 roku

Sandé po raz pierwszy pojawiła się na rynku muzycznym w 2008 roku, kiedy wzięła udział w konkursie muzycznym organizowanym przez stację BBC Urban Trevora Nelsona. Na potrzeby konkursu nagrała film, na którym zarejestrowała swoją próbę, w trakcie której zagrała na fortepianie jedną ze swoich ulubionych piosenek, „Nasty Little Man”. Chociaż dzięki wygranej w konkursie Sandé otrzymała propozycję podpisania kontraktu płytowego, po spotkaniu z menedżmentem w celu sfinalizowania umowy, ten odrzucił kandydaturę piosenkarki.
Niedługo potem jej rodzice wysłali do rozgłośni radiowej BBC Radio 1Xtra płytę zawierającą kilka utworów nagranych przez Sandé. Prowadzący audycję, Ras Kwame, zdecydował się na granie piosenek w swoim programie Homegrown Sessions, a także na zaproszenie artystki (razem z trzema innymi wykonawcami) do udziału w koncercie w Soho w Stanach Zjednoczonych. Sandé poznała wówczas Shahida „Naughty'ego Boya” Khana, z którym zdecydowała się nawiązać współpracę polegającą na pisaniu utworów dla innych wokalistów, w tym m.in. dla Aleshy Dixon, Chipmunka, Prefessora Greena, Preeyi Kalidas, Cheryl Cole i Tinie Tempah. W czasie przygotowań do debiutu na rynku muzycznym, Sandé studiowała medycynę na Uniwersytecie w Glasgow, który porzuciła po czwartym roku. W tym czasie po raz pierwszy pojawiła się publicznie na scenie jako gościnnie występująca wokalistka we współtworzonym przez nią samą utworze „Diamond Rings” Chipmunka.
W 2010 roku powróciła na scenę, kiedy nawiązała współpracę z Wileyem, z którym nagrała singiel „Never Be Your Woman”. Po komercyjnym sukcesie piosenki, która dotarła do pierwszej dziesiątki notowania w Wielkiej Brytanii, Sandé podpisała umowę z wytwórnią płytową Virgin Records.

## Kontekst
Po podpisaniu umowy Sandé zaczęła pisać materiał na swoją debiutancką płytę we współpracy z Alicią Keys i Chrisem Martinem z zespołu Coldplay. Jak przyznała sama piosenka, praca z duetem była dla niej „spełnieniem marzeń”. Simon Cowell wyraził wówczas swoje wsparcie dla Sandé, określając ją swoją „obecnie ulubioną autorką piosenek”. Swoje wsparcie także m.in. Ed Sheeran, który uznał, że debiutancki album może osiągnąć taki sam sukces komercyjny, co pierwsza płyta Adele (21), która uzyskała wynik ponad 27 milionów sprzedanych egzemplarzy. 

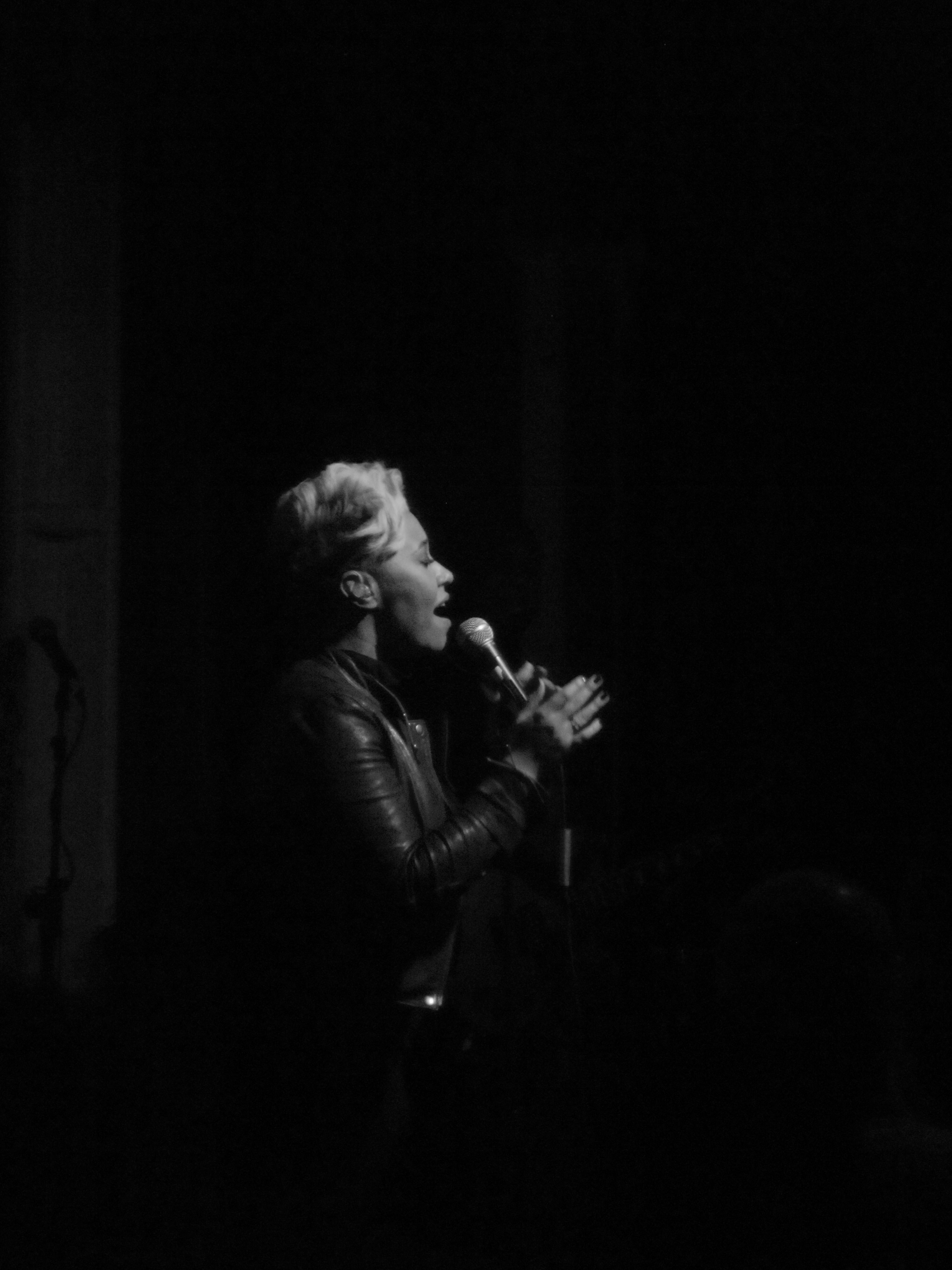
Sandé podczas koncertu w Londynie w 2012 roku

W trakcie pisania materiału Sandé przyznała, że nigdy nie zamierza śpiewać utworów innych artystów, którzy napisaliby coś z myślą o niej, ponieważ chciała samodzielnie napisać wszystkie utwory na płytę. Jak przyznała w wywiadzie dla Daily Mail, po przerwaniu nauki na Uniwersytecie oraz przeprowadzce do Londynu, do którego przyjechała w celu nagrywania płyty, kompletnie zmieniła swój wizerunek. Zdecydowała wówczas, że będzie występować w branży muzycznej pod swoim drugim imieniem, Emeli, aby uniknąć skojarzeń z inną piosenkarką o tym samym imieniu – Adele, która w tym czasie zaczęła rozwijać swoją międzynarodową karierę muzyczną.
Po otrzymaniu Nagrody Krytyków podczas ceremonii wręczenia nagród brytyjskiego rynku fonograficznego Sandé przyznała, że jest coraz bardziej podekscytowana premierą swojego debiutanckiego albumu, zwłaszcza że do tej pory głównie pisała utwory dla innych wykonawców, co zmobilizowało ją do rozpoczęcia kariery solowej. Dodała także, że musiała przejść „długą drogę, aby podpisać kontrakt płytowy”, ponieważ początkowo traktowana była przez wytwórnie jedynie jako autorka piosenek, a nie samodzielna artystka. Ostateczne podpisanie umowy na wydanie albumu uznała za „dobrą okazję do udowodnienia ludziom, że się mylili pod tym względem”.
Już w czasie tworzenia materiału na debiutancką płytę Sandé przyznała, że chciałaby, aby jej muzyka była zapamiętana w takim stopniu, jak twórczość Niny Simone, jednej z jej ulubionych artystek. Jak zauważyła, Simona osiągnęła sukces samodzielnie pisząc swoje piosenki, co wzbudziło w niej chęć także do nagrywania utworów głównie swojego autorstwa. Dodała także, że chociaż nigdy nie będzie grała na fortepianie tak dobrze jak jej idolka, ale będzie starała się ze wszystkich sił.
W trakcie nagrywania płyty swoje zainteresowanie pracą z Sandé wyrazili m.in. Beyoncé Knowles oraz Stevie Wonder, jednak piosenkarka stwierdziła, że obecnie jest zajęta pracą nad płytą i na razie nie będzie z nimi pracowała. W czasie nagrywania albumu poznała natomiast Madonnę, z którą obie wystąpiły jako goście w talk-show The Graham Norton Show. Amerykańska artystka wyraziła wówczas zainteresowanie nawiązaniem w przyszłości współpracy z Sandé, zdradziła jej też swoją miłość do jej piosenki „Next to Me”. W innym wywiadzie Sandé przyznała natomiast, że chciałaby nawiązać współpracę z Tracy Chapman.

## Nagrywanie
Sandé zaczęła pracę w studiu nagraniowym w 2009 roku u boku Naughty'ego Boya, z którym współtworzyła jego debiutancki album zatytułowany I Am Chipmunk. W wieku szesnastu lat rodzice zabrali ją na koncert Alicii Keys w ramach trasy Alicia Keys Songs in A Minor Tour, po którym Sandé stwierdziła, że zawsze chciała, by artystka usłyszała jej twórczość. Piosenkarki spotkały się po raz pierwszy po powrocie Sandé z Nowego Jorku, kiedy ta rozpoczęła pracę nad materiałem na swoją solową płytę przy wsparciu Keys. Podczas sesji obie usiadły za fortepianem i zaczęły wspólnie na nim grać aż do otrzymania odpowiedniej melodii. 
Jak przyznała w tym czasie Emeli, na swoim pierwszym albumie chciała zaprezentować świeżość oraz powrócić do metody pisania piosenek z początków swojej kariery. Dzięki treningom z muzyki klasycznej piosenkarka miała doświadczenie w pisaniu utworów oraz jako dziecko nauczyła się gry na fortepianie, dlatego samodzielnie pisanie i tworzenie było dla niej bardzo ważne. Jak wyznała, dzięki albumowi chciała pokazać ludziom każdą stronę siebie jako artystki, dlatego istotne było dla niej posiadanie takich piosenek, w których ważniejsze okazałoby się logiczne powiązanie z tekstem niż fakt, czy dana kompozycja stałaby się popularna. Dodała także, że wyraźny wpływ na tworzenie całego albumu miała na nią twórczość Joni Mitchell i Lauryn Hill.
W trakcie tworzenia płyty Sandé nawiązała współpracę z Professorem Greenem, którego poznała już przy okazji nagrywania piosenek na jego poprzednie albumy – „Kids That Love to Dance” z płyty Alive Till I'm Dead z 2010 oraz „Read All About It” z At Your Inconvenience z 2011 roku. Drugi utwór został pierwszym nagraniem duetu, które dotarło na szczyt krajowej listy przebojów. Po opublikowaniu dwóch singli promujących debiutancką płytę, „Heaven” i „Daddy”, Emeli przyznała, że różnią się one od reszty utworów, które znajdą się na krążku. Dodała również, że wśród wszystkich kompozycji umieszczonych na krążku znajdą się te bardziej intymne od innych, dzięki czemu będą się wyróżniały, a także zdradziła, że chciałaby połączyć muzykę z poezją, ponieważ zauważa zanikanie tego rodzaju sztuki.
Przed wydaniem płyty spekulowano, że w związku z silną promocją utworu „Kill the Boy” przez Sandé, piosenkarka wybierze go na pierwszy singiel zapowiadający jej debiutancki album. Akustyczna wersja innej piosenki Emeli, „Easier in Bed”, ukazała się w sprzedaży cyfrowej 12 grudnia 2011 roku. Trzecim numerem napisanym przez piosenkarkę na potrzeby płyty został „Summer of Wonder”, który powstał we współpracy Naughty'm Boyem. Ostatecznie jednak kompozycja nie trafiła na album, natomiast artystka zatytułowana tak swoją nadchodzącą, zaplanowaną na lato trasę koncertową – Summer of Wonder Tour. Na krążku nie znalazł się także m.in. utwór „Boys”, który pierwotnie miał zostać nagrany przez Sandé, jednak ostatecznie piosenkarka zdecydowała się na wręczenie go Cheryl Cole, która umieściła go na stronie B swojego singla „3 Words”.

## Lista utworów
Spis sporządzono na podstawie materiału źródłowego:
| Nr  | Tytuł utworu                  | Autor(zy)                                                                 | Produkcja                              | Długość |
| --- | ----------------------------- | ------------------------------------------------------------------------- | -------------------------------------- | ------- |
| 1.  | „Heaven”                      | Emeli Sandé, Naughty Boy, Harry Craze, Hugo Chegwin, Mike Spencer         | Mike Spencer                           | 4:12    |
| 2.  | „My Kind of Love”             | Sandé, Emile Haynie                                                       | Emile Haynie, Danny Keyz, Craze & Hoax | 3:18    |
| 3.  | „Where I Sleep”               | Sandé, Khan                                                               | Naughty Boy                            | 2:11    |
| 4.  | „Mountains”                   | Sandé, Khan, James Murray, Mustafa Omer, Luke Juby                        | Mojam Music, Naughty Boy               | 4:10    |
| 5.  | „Clown”                       | Sandé, Khan, Grant Mitchell                                               | Naughty Boy                            | 3:41    |
| 6.  | „Daddy (feat. Naughty Boy)”   | Sandé, Khan, Murray, Omer, Mitchell                                       | Naughty Boy, Mojam Music               | 3:08    |
| 7.  | „Maybe”                       | Sandé, Paul Herman, Ash Millard                                           | Herman & Millard, Mojam Music          | 3:47    |
| 8.  | „Suitcase”                    | Sandé, Khan, Ben Harrison, Juby                                           | Naughty Boy, Harrison, Mojam Music     | 3:06    |
| 9.  | „Breaking the Law”            | Sandé, Khan, Harrison                                                     | Naughty Boy                            | 2:55    |
| 10. | „Next to Me”                  | Sandé, Craze, Chegwin                                                     | Craze & Hoax, Mojam Music              | 3:16    |
| 11. | „River”                       | Sandé, Khan                                                               | Naughty Boy                            | 4:39    |
| 12. | „Lifetime”                    | Sandé, Khan, Glyn Aikins, Juby, Steve Mostyn                              | Naughty Boy                            | 2:53    |
| 13. | „Hope”                        | Sandé, Alicia Keys                                                        | Alicia Keys                            | 2:58    |
| 14. | „Read All About It (Pt. III)” | Stephen Manderson, Iain James, Tom Barnes, Ben Kohn, Pete Kelleher, Sandé | Gavin Powell                           | 4:42    |
|     |                               |                                                                           |                                        | 48:56   |

| Wydanie rozszerone |
| --- |
| 15. „Wonder” (Naughty Boy feat. Emeli Sandé) – 3:28 16. „Breaking the Law” (Alternate Version) – 3:49 17. „Easier in Bed” – 3:06 18. „Beneath Your Beautiful” (Labrinth feat. Emeli Sandé) – 4:33 19. „Imagine” – 3:08 |

| Specjalne wydanie rozszerzone |
| --- |
| 15. „Beneath Your Beautiful” (Labrinth feat. Emeli Sandé) – 4:33 16. „Next to Me” (Kendrick Lamar Remix) – 3:56 16. „My Kind of Love” (RedOne and Alex P Remix) – 4:26 17. „Here It Comes” (feat. Rick Smith) – 7:40 |

| Wydanie rozszerzone dla iTunes Store |
| ------------------------------------ |
| 15. „Tiger” – 2:58                   |

| Specjalne wydanie rozszerzone dla iTunes Store |
| --- |
| 15. „Tiger” – 2:58 16. „Wonder” (Naughty Boy feat. Emeli Sandé) – 3:28 17. „Breaking the Law” (Alternate Version) – 3:49 18. „Easier in Bed” – 3:06 19. „Beneath Your Beautiful” (Labrinth feat. Emeli Sandé) – 4:33 20. „Imagine” – 3:08 21. „Heaven” (Teledysk) – 4:14 22. „Daddy” (Teledysk) – 3:20 23. „Next to Me” (Teledysk) – 3:16 24. „My Kind of Love” (Teledysk) – 3:18 25. „Wonder” (Teledysk) – 3:28 |

| Niemieckie wydanie rozszerzone |
| --- |
| 15. „Wonder” (Naughty Boy feat. Emeli Sandé) – 3:28 16. „Breaking the Law” (Alternate Version) – 3:49 17. „Easier in Bed” – 3:06 18. „Beneath Your Beautiful” (Labrinth feat. Emeli Sandé) – 4:33 19. „Imagine” – 3:08 20. „Heaven” (Youthkills Mix) – 3:31 |

| Japońskie wydanie rozszerzone                                                                     |
| ------------------------------------------------------------------------------------------------- |
| 15. „Tiger” – 2:58 16. „Heaven” (Nu:Tone Remix) – 5:58 17. „My Kind of Love” (Mojam Remix) – 4:22 |